# Айо (герцог Фріульський)
Айо, герцог Фріульський (805—817).
Айо вперше отримав землі у Фріульському герцогстві 2 лютого 799 від Карла Великого. Пізніше землі Айо були поділені між його синами. Деякі джерела стверджують, що Айо був серед послів Карла Великого до візантійського імператора Никифора I для укладення мирного договору в 811.